# Villafranca de Duero
Villafranca de Duero – gmina w Hiszpanii, w prowincji Valladolid, w Kastylii i León, o powierzchni 10,39 km². W 2011 roku gmina liczyła 311 mieszkańców.